# بمباران خوشه‌ای خارکیف
در ۲۸ فوریه ۲۰۲۲ در جریان نبرد خارکف که بخشی از آفند روسیه به اوکراین در سال ۲۰۲۲ بود، یک زنجیره آفندهای موشکی توسط نیروهای مسلح روسیه، ۹ غیرنظامی را کشته و ۳۷ نفر دیگر را زخمی کرد. ارتش روسیه در این آفندها از بمب‌های خوشه‌ای استفاده کرد. با توجه به ماهیت کشتار جمعی این سلاح و بهره‌برداری در مناطق پرجمعیت، دیده‌بان حقوق بشر این حملات را یک جنایت جنگی احتمالی توصیف کرد.

## آفند
در ۲۸ فوریه ۲۰۲۲، در طول نبرد خارکف، حدود ساعت ۱۰:۰۰ صبح، ارتش روسیه راکت گراد را به سه منطقه مسکونی مختلف در خارکف شلیک کرد. ۹ غیرنظامی جان باختند. چهار نفر هنگام خروج از پناهگاه برای تهیه آب و رفتن به خرید در فاصله زمانی بین منع رفت و آمد کشته شدند. خانواده ای متشکل از دو پدر و مادر و سه فرزند در خودروی خود زنده زنده در آتش سوختند. مکان‌هایی که مورد حمله قرار گرفتند، ساختمان‌های مسکونی و یک زمین بازی بودند، که بین منطقه صنعتی و شوچنکیفسکی پراکنده شدند. انفجارهایی در این شهر تا ساعت ۲:۲۳ بعد از ظهر ثبت شد.

## تحقیقات
دیده‌بان حقوق بشر این حمله را مورد بررسی قرار داد و به این نتیجه رسید که نیروهای روسی از راکت‌های مهمات خوشه ای اسمرچ استفاده کردند که ده‌ها مهمات فرعی یا بمب را در هوا پراکنده می‌کند. یک معاهده بین‌المللی، مهمات خوشه ای را به دلیل آسیب گسترده و خطر برای غیرنظامیان ممنوع می‌کند. از آنجایی که هیچ هدف نظامی در فاصله ۴۰۰ متری این حملات وجود نداشت، و به دلیل ماهیت سلاح‌ها که در مناطق پرجمعیت استفاده شده، دیده‌بان حقوق بشر احتمال داد که این بمباران یک جنایت جنگی باشد.